# Воробьёв, Евгений Евгеньевич (хормейстер)
Евгений Евгеньевич Воробьёв  (род. 16 ноября 1975, Арзамас) — главный хормейстер Пермского театра оперы и балета, художественный руководитель хора Parma Voices, музыковед.

## Биография
В 1998 году окончил музыковедческий факультет Нижегородской государственной консерватории им. М. И. Глинки. Следующие три года обучался в аспирантуре Государственного института искусствознания (Москва). В настоящее время получает докторскую степень в Регенсбургском университете.
Выступал в составе Государственной академической симфонической капеллы России, Государственной капеллы им. А. А. Юрлова, вокальных ансамблей старинной музыки.
В 2011—2013 был артистом хора MusicAeterna, совмещая также обязанности инспектора хора (2012—2013) и директора оркестра MusicAeterna (2013—2014).

## Творчество
С сезона 2019/20 — главный хормейстер Пермского театра оперы и балета им. П. И. Чайковского.
Хормейстер-постановщик опер в Пермском театре оперы и балета:
- «Дон Жуан» В. А. Моцарта (режиссёр — Марат Гацалов, 2020[1],)
- «Любовь к трём апельсинам» С. С. Прокофьева (режиссёр — Филипп Григорьян, 2021[2])
- «Кармен» Ж. Бизе (режиссёр — Константин Богомолов, 2021[3])
- «Иоланта» П. И. Чайковского (режиссёр — Марат Гацалов, 2021[4])
- «Фауст» Ш. Гуно (режиссёр — Василий Бархатов, 2021[5])

Как дирижёр выступил с рядом программ с хором Parma Voices и хором театра, на которых прозвучали «Месса» Франка Мартена, «Духовный концерт» Николая Сидельникова, «Ceremony of Carols» Бенджамина Бриттена, «Страстная седмица» Максимилиана Штейнберга, «Всенощное бдение» Сергея Рахманинова, а также произведения Франсиса Пуленка, Мориса Дюрюфле, Густава Холста, Феликса Мендельсона-Бартольди, Николая Голованова, Павла Чеснокова, Виктора Калинникова и ряда других композиторов.
В 2021 году хор Parma Voices под управлением Евгения Воробьёва выступил на Международном Дягилевском фестивале и его спецпроекте «Дягилев+», представив мировую премьеру произведения Мераба Гагнидзе и российские премьеры сочинений таких композиторов, как Георг Пелецис, Карл Рютти, Александр Кнайфель и Эйноюхани Раутаваара.
В начале 2022 года под руководством Евгения Воробьёва хор Parma Voices впервые выступил в Санкт-Петербурге на сцене Академической капеллы, а также в новом культурном пространстве Москвы — ДК Рассвет.